# Josef Lobnig
Josef Lobnig (* 9. Dezember 1958) ist ein österreichischer Finanzbeamter und Politiker (FPÖ, früher FPK bzw. BZÖ). Er war von 1999 bis 2023 Abgeordneter zum Kärntner Landtag und von März 2013 bis zu seinem Ausscheiden dritter Landtagspräsident.

## Ausbildung und Beruf
Lobnig besuchte nach der Volks- und Hauptschule eine Handelsschule und legte am Bundesgymnasium für Berufstätige die Matura ab. Er war Finanzbeamter am Finanzamt Klagenfurt, wobei in seine Zuständigkeit die Prüfung von Großbetrieben fiel. Nach der Wahl zum Ersten Landtagspräsidenten ließ sich Lobnig per 1. Jänner 2007 karenzieren.

## Politik
Lobnig war zwischen 1997 und 2001 Mitglied des Stadtrates der Stadtgemeinde Völkermarkt und zog am 8. April 1999 als Vertreter der FPÖ in der Landtag ein. Zwischen 1999 und 2004 war Lobnig zudem Regierungsersatzmitglied für den 1. Landeshauptmannstellvertreter Karl Pfeifenberger. Am 21. Februar 2005 wurde Lobnig zum Dritten Präsidenten des Kärntner Landtags gewählt, am 13. Dezember 2006 übernahm er das Amt des Ersten Präsidenten. Lobnig ist zudem Bereichssprecher des Freiheitlichen Landtagsklubs für die Themen Volksgruppen und Budget.
Lobnig wechselte im Zuge der Spaltung der FPÖ, wie nahezu alle Kärntner Landtagsabgeordneten, zum BZÖ. Er war ab Oktober 1997 FPÖ-Bezirksparteiobmann im Bezirk Völkermarkt und übte diese Funktion in der Folge auch für das BZÖ aus. Am 16. Dezember 2009 spaltete sich das Kärntner BZÖ vom Bundes-BZÖ ab und strebte als FPK eine enge Kooperation mit der FPÖ an.
2009 geriet Lobnig in Kritik, nachdem er einer Ausstellung, die das stalinistische Regime Nordkoreas in zum Teil antisemitischen Äußerungen verklärte, Räumlichkeiten in der Landhaus-Galerie zur Verfügung stellte.
Im Rahmen der Briefbefragung der Kärntner Bevölkerung zum 2011 erzielten „Ortstafelkompromiss“ meinte Lobnig, die Abstimmung entspreche der Wahl zwischen Pest und Cholera.

## Privates
Lobnig ist verheiratet und hat eine Tochter. Er wohnt in Haimburg.

## Ehrungen und Auszeichnungen
- 2008 Kärntner Landesorden in Gold